# Hakan Demirel
Pour les articles homonymes, voir Demirel.
Hakan Demirel, né le 7 mai 1986 à Erzurum, en Turquie, est un joueur turc de basket-ball. Il évolue au poste d'arrière.

## Palmarès
- Champion de Turquie 2007 (Fenerbahçe Ülkerspor)